# Калошин, Павел Сергеевич
Па́вел Серге́евич Кало́шин (род. 13 марта 1998, Балашиха, Московская область) — российский футболист, защитник.

## Биография
Родился в Балашихе.
Футболом начал заниматься в московской СДЮСШОР №63 «Смена». 11 апреля 2011 года перешёл в академию московского «Спартака».
В период с 2016 по 2018 выступал в молодёжном первенстве за тульский «Арсенал», «Тосно» и «Анжи».
1 марта 2019 дебютировал в РПЛ за основной состав «Анжи», проведя полный гостевой матч против «Оренбурга» (1:0).
5 июля 2019 года на правах свободного агента перешёл в «Ахмат», после чего на правах аренды присоединился к московскому «Торпедо».
13 июля 2019 года в матче первенства ФНЛ против «Балтики» получил повреждение левой крестообразной связки.
18 мая 2020 года после истечения срока арендного соглашения вернулся в «Ахмат».
17 августа 2021 года присоединился к омскому «Иртышу». 1 марта 2022 года контракт с клубом был расторгнут по соглашению сторон.
30 августа 2022 года перешёл в клуб «Коломна». 28 сентября 2022 года покинул команду.

## Статистика выступлений
| Выступление        | Выступление      | Выступление      | Лига | Лига | Кубки | Кубки | Итого | Итого |
| Клуб               | Лига             | Сезон            | Игры | Голы | Игры  | Голы  | Игры  | Голы  |
| ------------------ | ---------------- | ---------------- | ---- | ---- | ----- | ----- | ----- | ----- |
| Анжи               | РПЛ              | 2018/19          | 12   | 0    | 0     | 0     | 12    | 0     |
| Анжи               | Итого            | Итого            | 12   | 0    | 0     | 0     | 12    | 0     |
| → Торпедо (Москва) | ФНЛ              | 2019/20          | 2    | 0    | 0     | 0     | 2     | 0     |
| → Торпедо (Москва) | Итого            | Итого            | 2    | 0    | 0     | 0     | 2     | 0     |
| Иртыш              | Второй дивизион  | 2021/22          | 6    | 0    | 0     | 0     | 6     | 0     |
| Иртыш              | Итого            | Итого            | 6    | 0    | 0     | 0     | 6     | 0     |
| Коломна            | Вторая лига      | 2022/23          | 3    | 0    | 1     | 0     | 4     | 0     |
| Коломна            | Итого            | Итого            | 3    | 0    | 1     | 0     | 4     | 0     |
| Всего за карьеру   | Всего за карьеру | Всего за карьеру | 23   | 0    | 0     | 0     | 23    | 0     |